# Pianta biennale

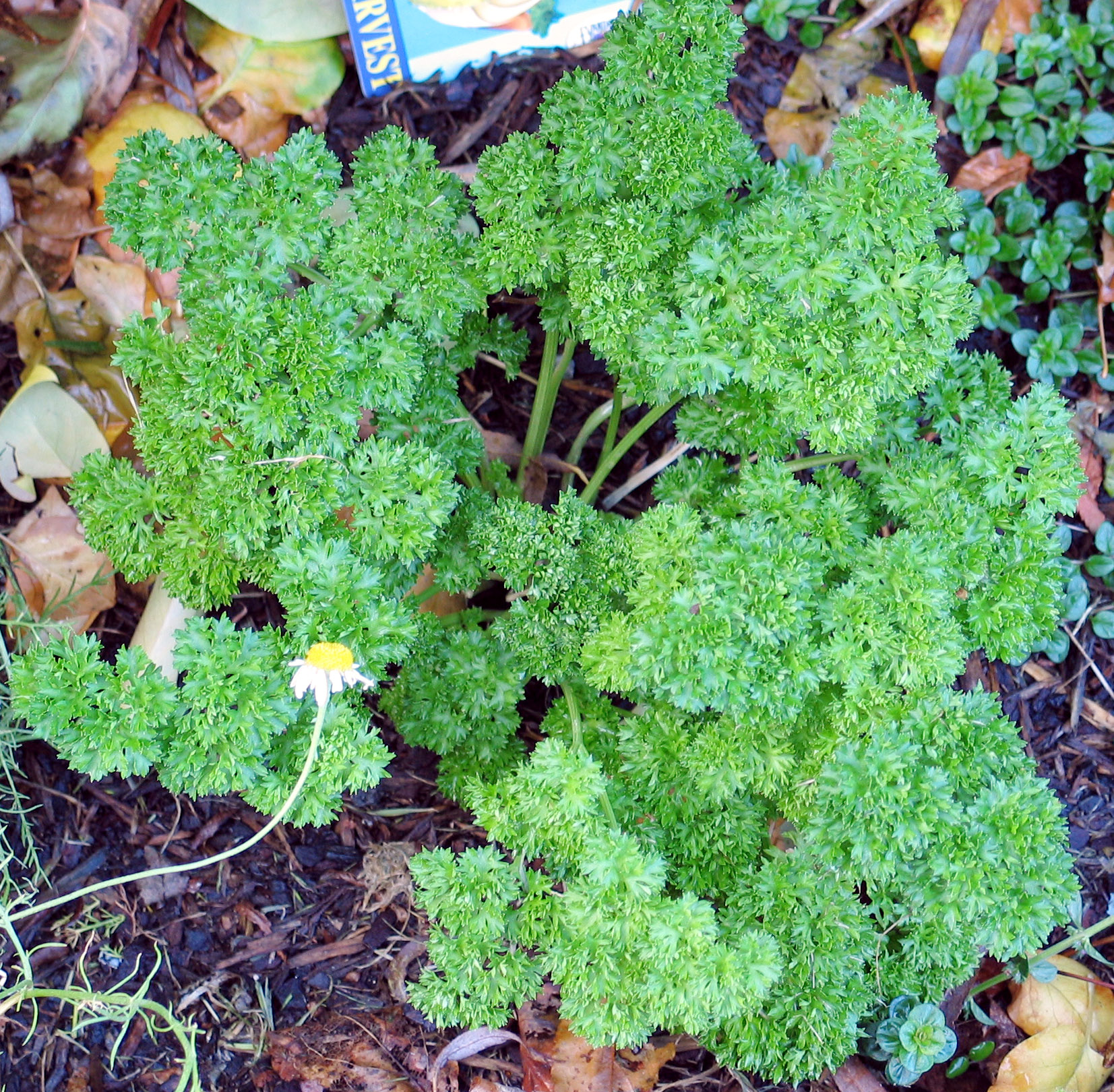
Il prezzemolo è un esempio comune di pianta biennale.

Pianta biennale viene definito un vegetale, erbacea o arbusto, che impiega due anni a completare il suo ciclo biologico di vita.

## Ciclo vitale
Nel primo anno la pianta produce le foglie, gli steli e le radici (strutture vegetative), quindi entra in un periodo di dormienza lungo i mesi più freddi, formando delle rosette. Molte piante biennali richiedono un trattamento di vernalizzazione prima della fioritura. Durante la primavera successiva, o l'estate, gli steli delle piante biennali si allungano molto e vanno "in semenza". Nel secondo anno la pianta produce fiori, frutti e semi e infine muore. Ci sono molte meno piante biennali che annuali o perenni; questo processo rende molti ortaggi quali spinaci, finocchi e lattuga, prezzemolo, sedano e carota non più utilizzabili come cibo.
In condizioni climatiche estreme una pianta biennale può completare il suo ciclo di vita rapidamente (ad esempio, in tre mesi anziché in due anni). Ciò avviene piuttosto comunemente in verdure o piantine di fiori che sono state vernalizzate prima di essere seminate o piantate nel terreno. Questo comportamento fa sì che molte piante normalmente biennali vengano trattate, in certe zone, come annuali. I coltivatori hanno prodotto cultivar annuali di parecchie piante biennali che fioriscono il primo anno dal seme, per esempio la digitale.

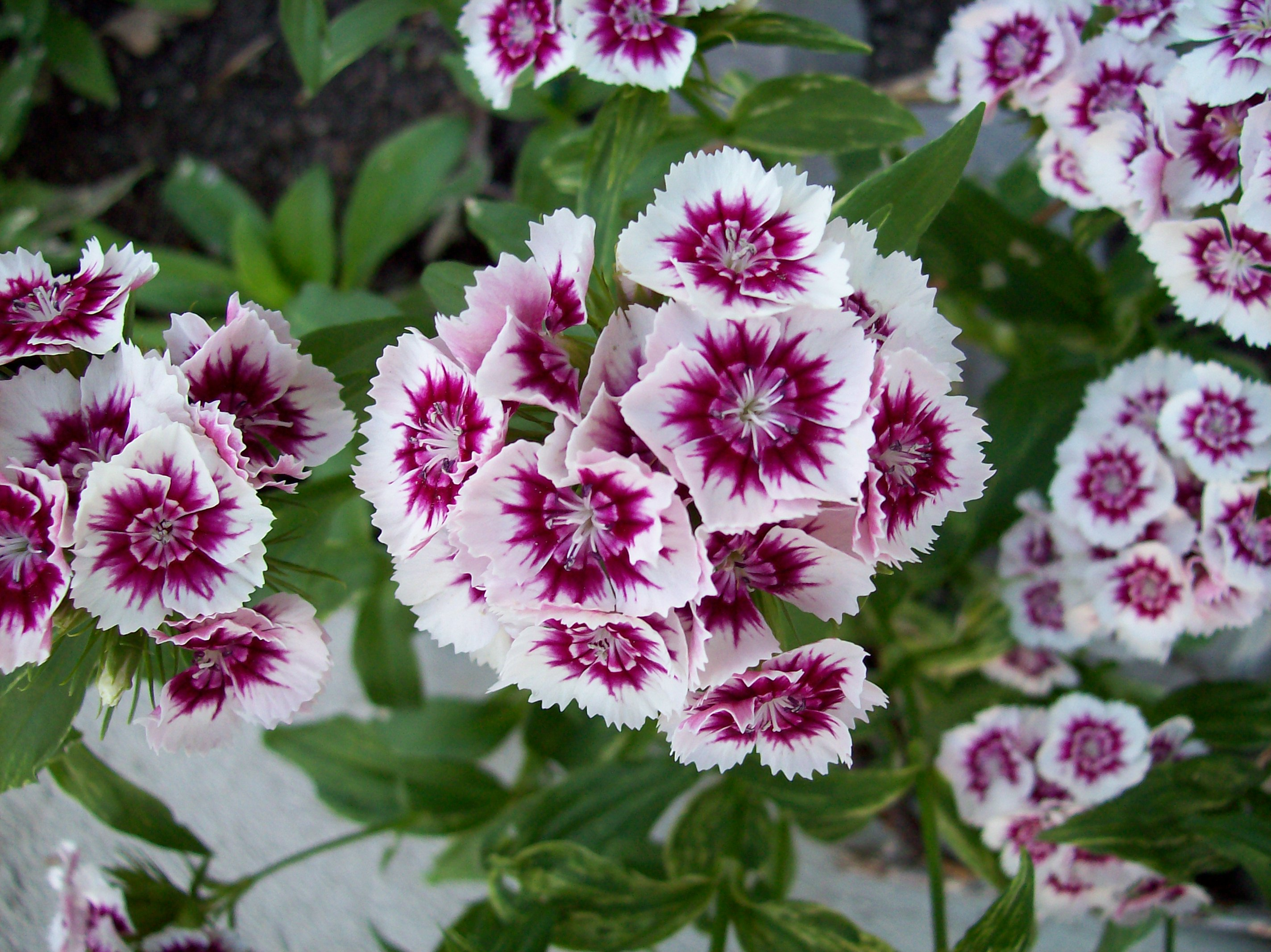
Il garofano dei poeti.

Da una prospettiva di giardiniere, lo stato di pianta annuale, pianta biennale o pianta perenne spesso varia in base ai luoghi, al clima o agli scopi. Le piante biennali utilizzate per i loro fiori o frutti o semi, devono essere coltivate per due anni. Le piante biennali che vengono utilizzate per mangiarne le foglie o le radici vengono coltivate solo per un anno.

## Esempi
Esempi di piante biennali sono: viperina azzurra Echium vulgare, il tasso barbasso (o verbasco), le carote, finocchi, lattuga, sedano, prezzemolo, spinaci, i membri del genere (tassonomia) Allium cui appartengono l'aglio, la cipolla e il porro , alcuni membri del genere (tassonomia) brassica cui appartengono i cavoli e le sue diverse varietà, le cime di rapa, la Rudbeckia hirta, il garofano dei poeti, l'Aletris,,  e alcune Alcee.

## Galleria d'immagini

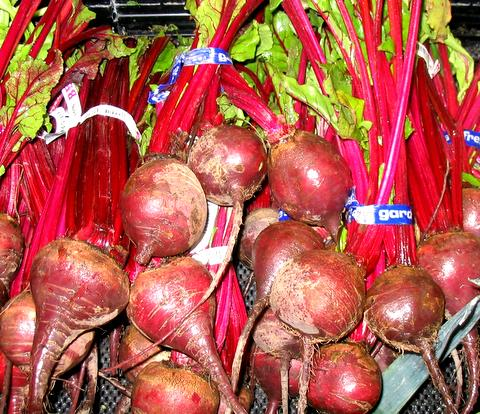
Barbabietole
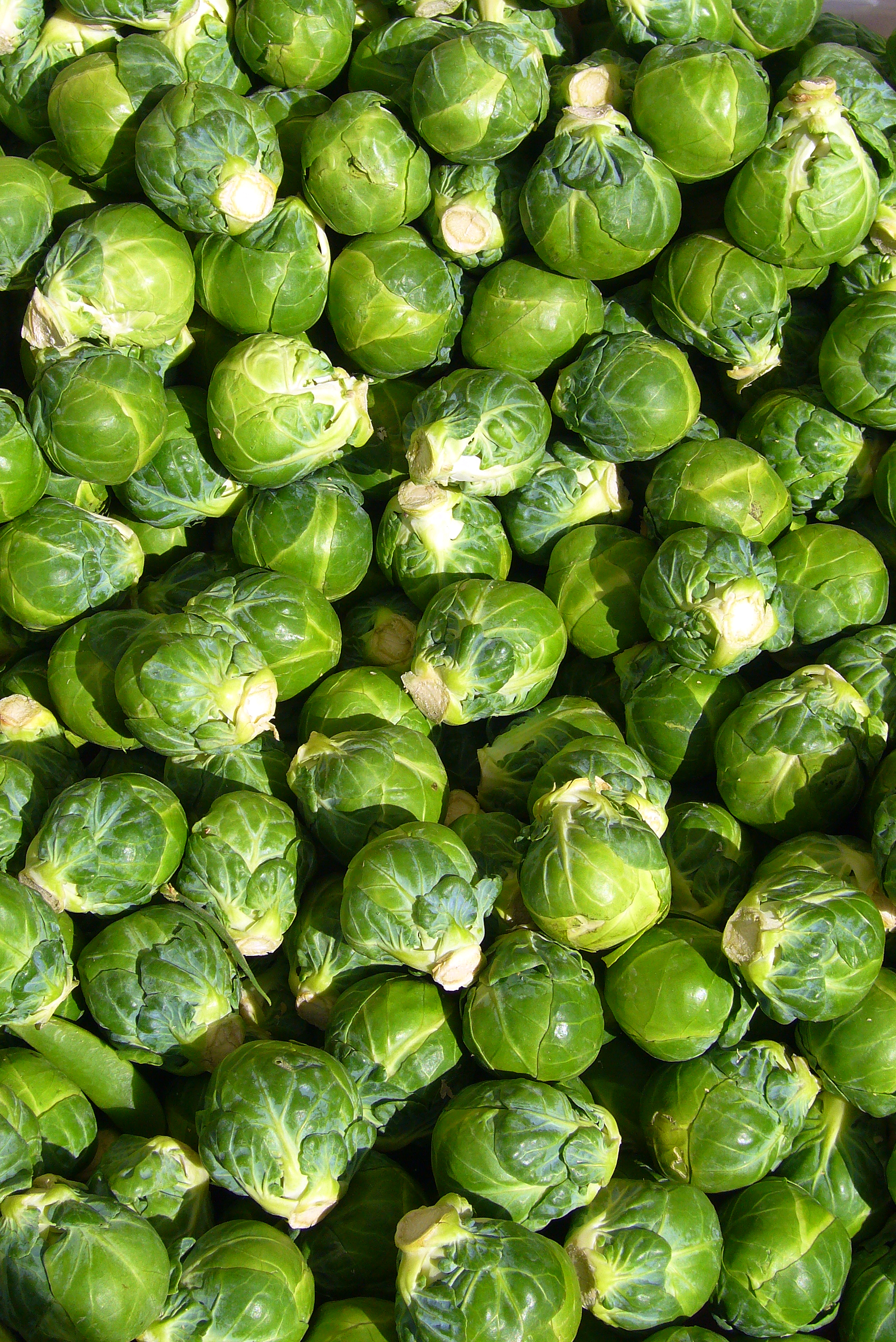
Cavoletti di Bruxelles
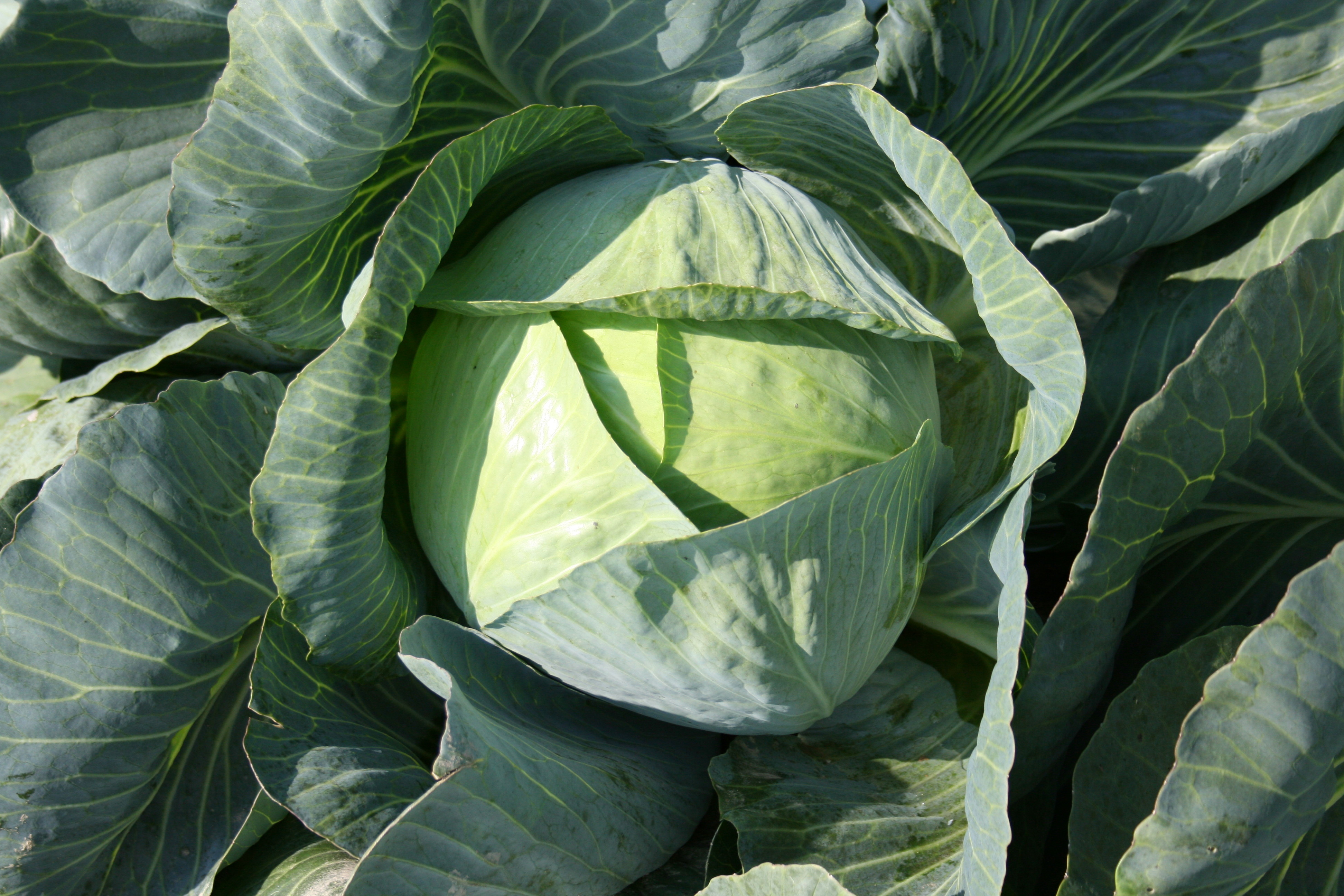
Cavolo
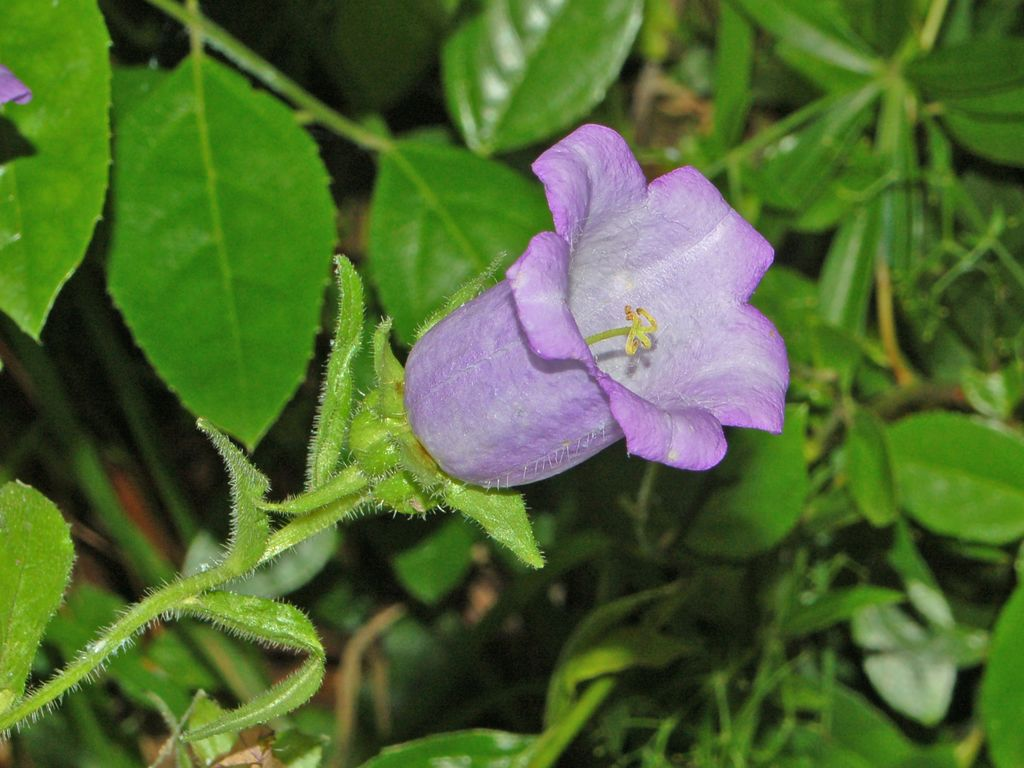
Campanula medium
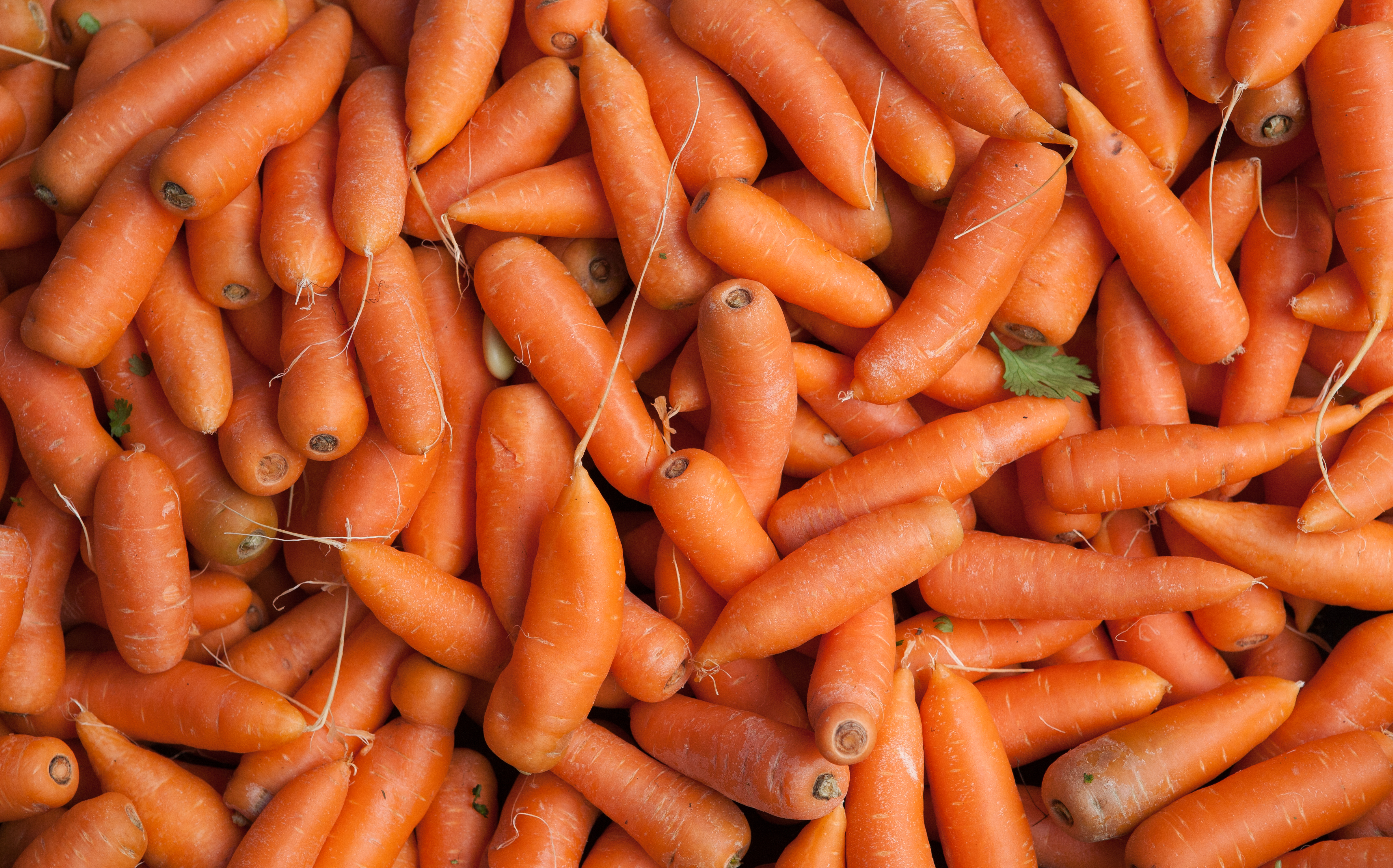
Carote
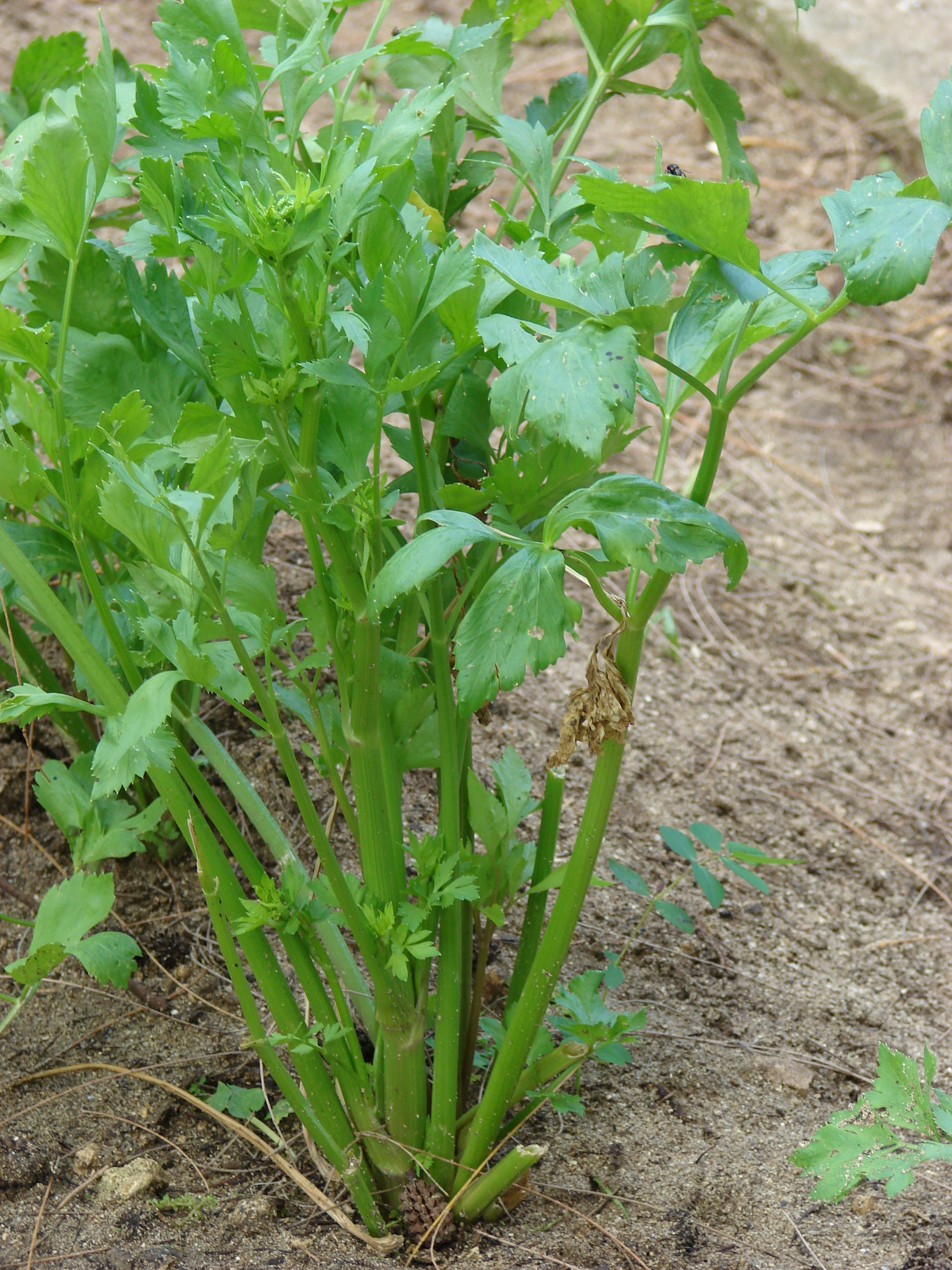
Sedano
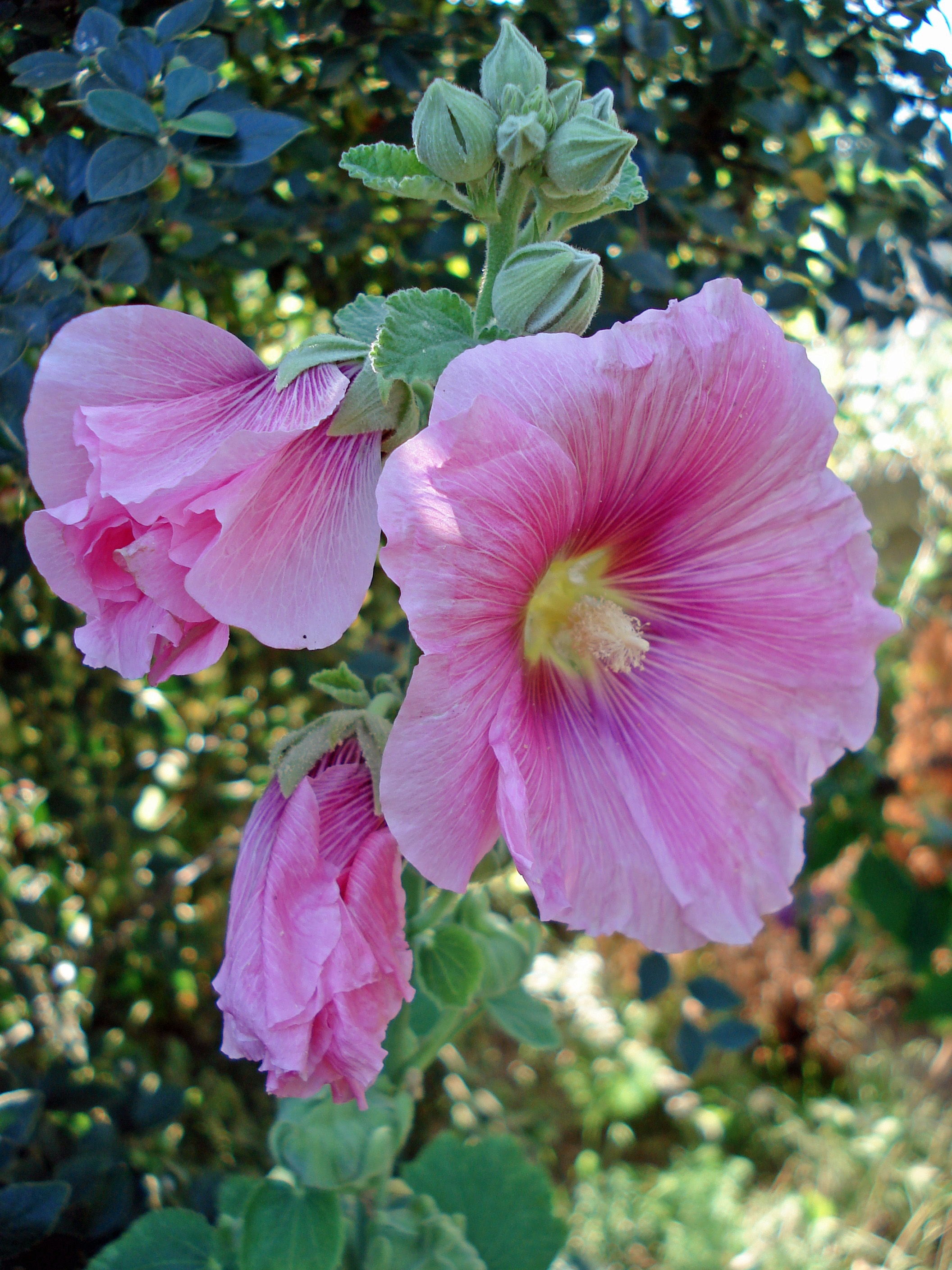
Malvarosa
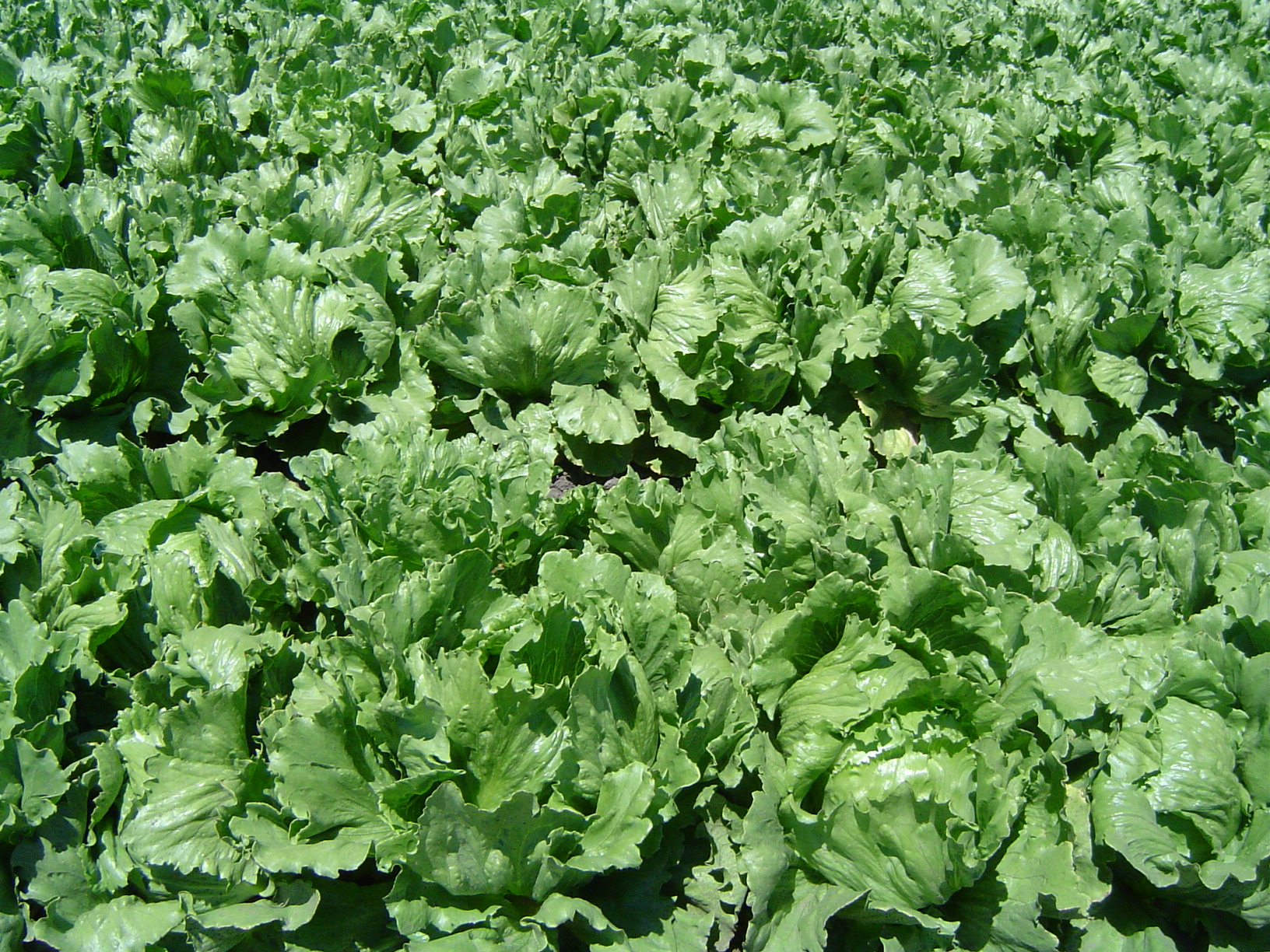
Lattuga
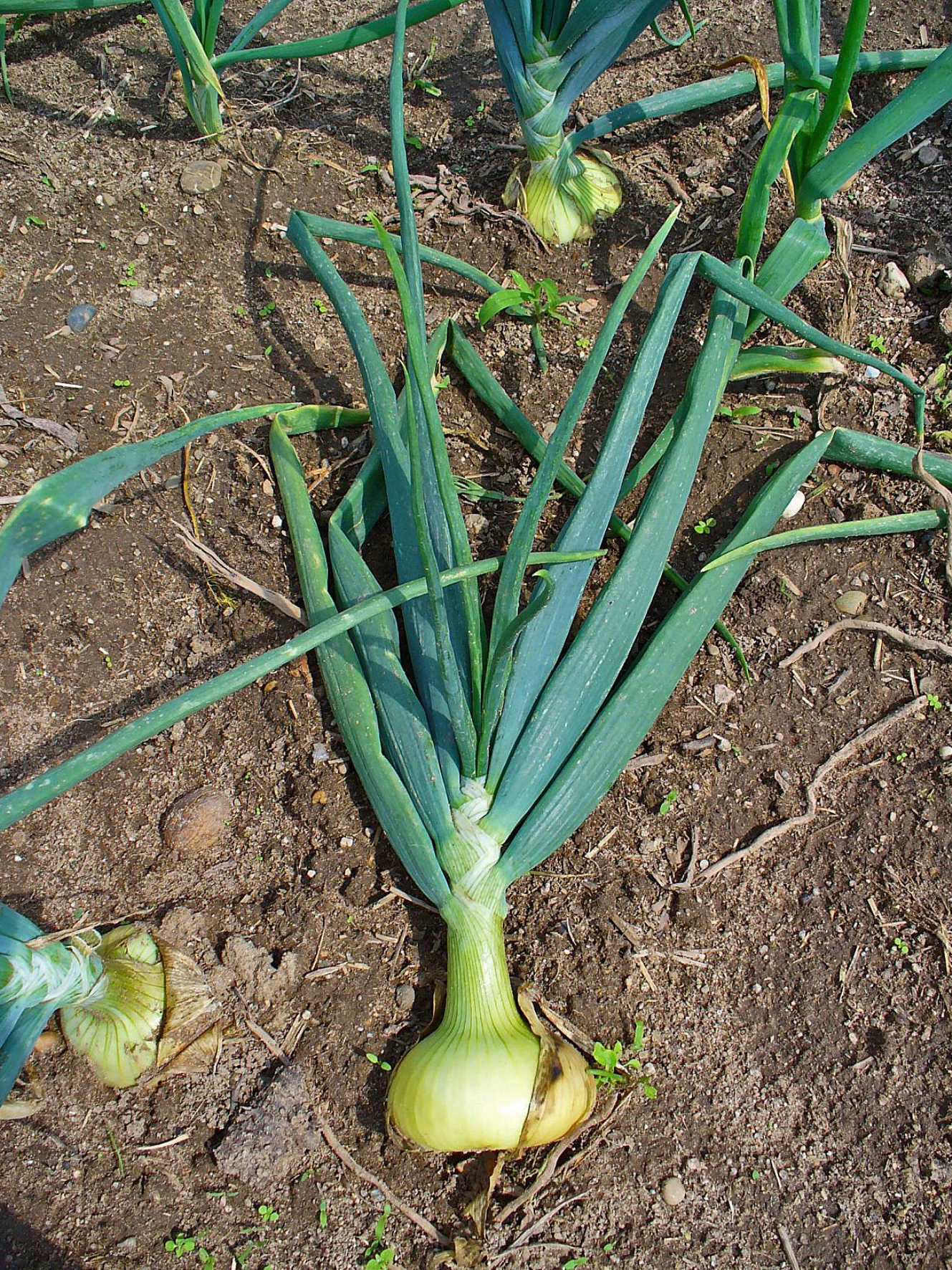
Cipolla